# Хроника Холодной войны (1970 год)
Хронология Холодной войны
- 1943
- 1944
- 1945
- 1946
- 1947
- 1948
- 1949
- 1950
- 1951
- 1952
- 1953
- 1954
- 1955
- 1956
- 1957
- 1958
- 1959
- 1960
- 1961
- 1962
- 1963
- 1964
- 1965
- 1966
- 1967
- 1968
- 1969
- 1970
- 1971
- 1972
- 1973
- 1974
- 1975
- 1976
- 1977
- 1978
- 1979
- 1980
- 1981
- 1982
- 1983
- 1984
- 1985
- 1986
- 1987
- 1988
- 1989
- 1990
- 1991

- 15 января: Гражданская война в Нигерии заканчивается тем, что мятежная Биафра остаётся в составе Нигерии.
- 5 марта: Договор о нераспространении ядерного оружия, ратифицированный Соединённым Королевством, Советским Союзом и Соединёнными Штатами, вступает в силу.
- 18 марта: Лон Нол захватывает власть в Камбодже и устанавливает Кхмерскую Республику. Красные кхмеры и вьетнамские коммунисты нападают на новый режим, который хочет положить конец северовьетнамскому присутствию в Камбодже.
- 7 августа: Война на истощение заканчивается соглашением о прекращении огня.
- 12 августа: Советский Союз и Западная Германия подписывают соглашение в Москве.
- 17 августа: Запуск «Венеры-7»
- 6 сентября: В Иордании начинается «Чёрный сентябрь».
- 24 октября: Сальвадор Альенде становится президентом Чили после того, как результаты выборов подтвердил Чилийский конгресс.
- 18 ноября: Начинается помощь Соединённых Штатов Камбодже в поддержку режима Лон Нола.
- 15 декабря: «Венера-7» приземляется на Венере, став первым космическим кораблём, который мягко приземлился на другой планете.